# Powszechny Przegląd Okresowy
Powszechny Przegląd Okresowy (ang. Universal Periodic Review) – mechanizm kontrolny w ramach Rady Praw Człowieka ONZ, mający na celu ocenę stanu przestrzegania praw człowieka w poszczególnych krajach.
Powszechny Przegląd Okresowy został powołany do życia na mocy rezolucji Zgromadzenia Ogólnego ONZ z 15 marca 2006 roku nr 60/251.